# Gymnoscelis
Gymnoscelis is een geslacht van vlinders uit de familie van de spanners (Geometridae) en de onderfamilie Larentiinae.

## Soorten
- G. acidna Turner, 1904
- G. acutipennis Warren, 1902
- G. albicaudata Warren, 1897
- G. ammocyma Prout, 1958
- G. anaxia Prout, 1958
- G. anthocleistae Prout
- G. argyropasta Prout, 1958
- G. bassa Herbulot, 1981
- G. biangulata Swinhoe, 1902
- G. birivulata Warren, 1902
- G. bryoscopa Meyrick, 1889
- G. callichlora Turner, 1907
- G. carneata Warren, 1902
- G. celaenephes Turner, 1907
- G. concinna Swinhoe, 1902
- G. confusata Walker, 1866
- G. conjurata Prout, 1958
- G. crassata Warren, 1901
- G. crassifemur Warren, 1906
- G. chlorobapta Turner, 1907
- G. dearmata Dietze, 1903
- G. deleta Hampson, 1891
- G. delocyma Turner, 1904
- G. derogata Walker, 1866
- G. desiderata (Prout, 1927)
- G. distatica Prout, 1958
- G. ectochloros Hampson, 1891
- G. erymna Meyrick, 1886
- G. esakii Inoue, 1955
- G. expedita Prout, 1958
- G. fasciata Hampson, 1895
- G. festiva Warren, 1903
- G. harterti Rothschild, 1915
- G. holocapna Turner, 1922
- G. holoprasia Prout, 1958
- G. idiograpta Prout, 1935
- G. imparatalis Walker, 1865
- G. inexpressa Prout, 1923
- G. insulariata Stainton, 1859
- G. ischnophylla Turner, 1942
- G. kennii Turner, 1922
- G. latipennis Prout, 1958
- G. lavella Prout, 1958
- G. lindbergi Herbulot, 1957
- G. lophopus Turner, 1904
- G. lundbladi Prout, 1939
- G. merochyta Prout, 1932

- G. mesophoena Turner, 1907
- G. minutissima Swinhoe, 1902
- G. nigrescens Warren, 1898
- G. oblenita Prout, 1958
- G. obtusata Rebel, 1940
- G. ochriplaga Warren, 1905
- G. olsoufieffae Prout, 1937
- G. oribiensis Herbulot, 1981
- G. pallidirufa Warren, 1897
- G. perpusilla Turner, 1942
- G. phoenicopus Prout, 1958
- G. poecilimon Prout, 1958
- G. polyclealis Walker, 1859
- G. polyodonta Swinhoe, 1895
- G. protracta Prout, 1958
- G. pseudofluctuosa Holloway, 1979
- G. pyrissous Prout, 1958
- G. refusaria Walker, 1861
- G. roseifascia Hampson, 1895
- G. rousseli Prout, 1935
- G. rubricata (de Joannis, 1932)
- G. rufifasciata Haworth, 1809 – Zwartkamdwergspanner
- G. sara Robinson, 1975
- G. schulzi Rebel, 1914
- G. semialbida Walker, 1866
- G. silvicola Vojnits, 1994
- G. spodias Turner, 1922
- G. subpumilata Inoue, 1972
- G. subrufata Warren, 1898
- G. tanaoptila Turner, 1907
- G. tenera Warren, 1901
- G. tibialis Moore, 1887
- G. transapicalis Holloway, 1977
- G. tristrigosa Butler, 1880
- G. tyloceia Prout, 1930